# Lipotriches yapiensis
Lipotriches yapiensis är en biart som först beskrevs av Cockerell 1943.  Lipotriches yapiensis ingår i släktet Lipotriches och familjen vägbin. Inga underarter finns listade i Catalogue of Life.